# East Fish Studio
East Fish Studio Inc. (株式会社イーストフィッシュスタジオ Kabushiki-gaisha Īsuto Fisshu Sutajio?), es un estudio de animación japonés fundado en 2017.

## Historia
El estudio fue establecido el 1 de junio de 2017 por Ryū Suzumori, quien era gerente de producción en OLM. En noviembre del mismo año, la oficina central se trasladó a Kyodo, Setagaya-ku, Tokio.
Su primer trabajo como animador principal fue Tannishō wo Hiraku, adaptación de la obra clásica Tannishō.
En enero de 2020, la oficina central se trasladó a Hatagaya, Shibuya-ku, Tokio.

## Obras

### Series de televisión
| Año  | Título                             | Director         | Fecha de primera transmisión | Fecha de última transmisión | Eps. | Notas                                                                               | Refs.        |
| ---- | ---------------------------------- | ---------------- | ---------------------------- | --------------------------- | ---- | ----------------------------------------------------------------------------------- | ------------ |
| 2024 | Hananoi-kun to Koi no Yamai        | Tomoe Makino     | 4 de abril de 2024           | 20 de junio de 2024         | 12   | Adaptación del manga escrito e ilustrado por Megumi Morino.                         | [ 5 ] [ 6 ]  |
| 2024 | Tōhai: Ura Rate Mahjong Tōhai Roku | Jun Hatori       | 5 de octubre de 2024         | 5 de abril de 2025          | 25   | Adaptación del manga escrito e ilustrado por Kōji Shinasaka.                        | [ 7 ] [ 8 ]  |
| 2025 | Arafō Otoko no Isekai Tsūhan       | Yoshihide Yūzumi | 9 de enero de 2025           | 3 de abril de 2025          | 13   | Adaptación de la novela ligera escrita por Hifumi Asakura e ilustrada por Yamakawa. | [ 9 ] [ 10 ] |
| 2026 | Uruwashi no Yoi no Tsuki           | Yūsuke Maruyama  | Enero de 2026                | —                           | —    | Adaptación del manga escrito e ilustrado por Mika Yamamori.                         | [ 11 ]       |
| —    | Kaya-chan wa Kowakunai             | Hiroshi Ikehata  | —                            | —                           | —    | Adaptación del manga escrito e ilustrado por Tarō Yuri.                             | [ 12 ]       |

### Películas
| Año  | Título                          | Director        | Fecha de lanzamiento    | Duración | Notas                                                                                | Refs.  |
| ---- | ------------------------------- | --------------- | ----------------------- | -------- | ------------------------------------------------------------------------------------ | ------ |
| 2019 | Tannishō wo Hiraku              | Kazuhisa Ōno    | 24 de mayo de 2019      | 97m      | Adaptación de la obra clásica Tannishō.                                              | [ 13 ] |
| 2019 | Fragtime                        | Takuya Satō     | 22 de noviembre de 2019 | 60m      | Adaptación del manga escrito e ilustrado por Sato. Coproducción junto a Tear Studio. | [ 14 ] |
| 2025 | Kaitō Queen no Yūga na Vacances | Shigetaka Ikeda | 23 de mayo de 2025      | —        | Secuela de Kaitō Queen wa Circus ga Osuki.                                           | [ 15 ] |

### OVAs
| Año  | Título                         | Director  | Fecha de primera transmisión | Fecha de última transmisión | Eps. | Notas                                                                         | Refs.  |
| ---- | ------------------------------ | --------- | ---------------------------- | --------------------------- | ---- | ----------------------------------------------------------------------------- | ------ |
| 2022 | Kaitō Queen wa Circus ga Osuki | Saori Den | 17 de junio de 2022          | 17 de junio de 2022         | 1    | Adaptación de la novela escrita por Kaoru Hayamine e ilustrada por K2 Shōkai. | [ 16 ] |

### Trabajos cancelados
- Ten Count (2023, coproducción junto a SynergySP)[17]